# Sibayo (Indonesië)
Sibayo is een bestuurslaag in het regentschap Padang Lawas Utara van de provincie Noord-Sumatra, Indonesië. Sibayo telt 301 inwoners (volkstelling 2010).